# Tervel (khan)
Pour les articles homonymes, voir Tervel.
Tervel (†718 ou 721), aussi Tarvel, Terval ou Tarbagl (en bulgare: Тервел - Tervel), appelé par les byzantins Terbelis, est un khan des Bulgares qui règne de 701 à 718 ou de 700 à 721 selon les sources. Il est le fils (ou petit-fils) et successeur d'Asparoukh.

## Biographie
En 705, fiancé à une fille de Justinien II et de sa première femme Eudocie, dont le nom n'est pas donné dans les chroniques, il reçoit le titre de césar. On ne sait pas si Anastasie s'est bel et bien mariée avec Tervel.
En raison d'un manque de lisibilité de l'annuaire des Khans bulgares, certains historiens estiment que le roi son successeur partageait le pouvoir avec lui, d'autres estiment qu'il lui a succédé.
Selon le texte bulgare Ja'far Tarikh, il aurait été le père d'Ajjar et de Kormesius. Christian Settipani le fait l'oncle de Kormesius et le frère d'Ajjar ou, en alternative, de l'union avec sa femme peut-être nommée Anastasie, père de Kormesius et d'Ajjar, et aussi de Telerig.
En 717, les Bulgares aident l'Empire byzantin à tenir le deuxième siège arabe de Constantinople (717-718) lors de leur troisième tentative d'assaut sur la ville.

## Sources
- Mosko Moskov, Imennik na bălgarskite hanove (novo tălkuvane), Sofia 1988.
- Jordan Andreev, Ivan Lazarov, Plamen Pavlov, Koj koj e v srednovekovna Bălgarija, Sofia 1999.
- Bahši Iman, Džagfar Tarihy, vol. III, Orenburg 1997.
- Collier's Encyclopedia, vol. 4, p. 711.
- Christian Settipani, Continuité des élites à Byzance durant les siècles obscurs. Les Princes caucasiens et l'Empire du VIe au IXe siècle, 2006 [détail des éditions].